# 島田ゆか
島田 ゆか（しまだ ゆか、1963年 - ）は、日本の絵本作家である。

## 来歴
カナダのオンタリオ州在住。東京デザイン専門学校グラフィックデザイン科卒業後、パッケージデザインなどを経て、フリー。絵本ワークショップ「あとさき塾」で学び、1994年に『バムとケロのにちようび』（文溪堂）で絵本作家としてデビュー。
2011年に出版された『バムとケロのもりのこや』で第4回MOE絵本屋さん大賞受賞。

## 主な作品

### 文溪堂
- 「バムとケロ」シリーズ
  - 『バムとケロのにちようび』　文溪堂　1994
  - 『バムとケロのそらのたび』　文溪堂　1995
  - 『バムとケロのさむいあさ』　文溪堂　1996
  - 『バムとケロのおかいもの』　文溪堂　1999
  - 『バムとケロのもりのこや』　文溪堂　2011
  - 『バムとケロのえはがき そらのたび』　文溪堂　2000
  - 『バムとケロのえはがき おかいもの』　文溪堂　2001
  - 『Bam and Kero's Sunday』　文渓堂　2014
  - 『Bam and Kero Go Flying』　文溪堂　2015
  - 『Bam and Kero's Frosty Morning』　文溪堂　2017
  - 『Bam and Kero Go Shopping』　文溪堂　2019
  - 『バムとケロのおいしい絵本〜絵本のなかのとっておきレシピ集』　文溪堂　2015
  - 『バムとケロのトランプ』　文溪堂　2014
- 『ガラゴ』シリーズ
  - 『かばんうりのガラゴ』　文溪堂　1997
  - 『うちにかえったガラゴ』　文溪堂　2002

### 白泉社
- 『ぶーちゃんとおにいちゃん』（白泉社）

### すずき出版
- 『かぞえておぼえる　かずのえほん』（すずき出版）